# Гідровузол (Можайськ)
Гідровузол (рос. Гидроузел) — селище сільського типу в Можайському районі Московської області Російської Федераціїю

## Розташування
Селище Гідровузол входить до складу міського поселення Можайськ, воно розташовано на північний захід від Можайська на березі річки Москви. Найближчі населені пункти Москворецька Слобода, Нове, селище Медико-інструментального заводу, Зарічна Слобода. Найближча залізнична станція Можайськ.

## Населення
Станом на 2006 рік у селищі проживало 1013 осіб, а в 2010 — 794 особи.